# Marcusenius
Genre
Marcusenius est un genre de poissons de la famille des Mormyridés. Il contient plus de trente espèces.

## Étymologie
Le nom Marcusenius est une référence à l'ichtyologue allemand Johann Marcusen (en).

## Espèces
Selon GBIF (21 août 2023) :
- Marcusenius abadii (Boulenger, 1901)
- Marcusenius altisambesi Kramer, Skelton, van der Bank & Wink, 2007
- Marcusenius angolensis (Boulenger, 1905)
- Marcusenius annamariae (Parenzan, 1939)
- Marcusenius bentleyi (Boulenger, 1897)
- Marcusenius brachistius Boulenger, 1909
- Marcusenius brucii (Boulenger, 1910)
- Marcusenius caudisquamatus Maake, Gon & Swartz, 2014
- Marcusenius cuangoanus (Poll, 1967)
- Marcusenius cyprinoides (Linnaeus, 1758)
- Marcusenius deboensis (Daget, 1954)
- Marcusenius desertus Kramer, van der Bank & Wink, 2016
- Marcusenius devosi Kramer, Skelton, van der Bank & Wink, 2007
- Marcusenius dundoensis (Poll, 1967)
- Marcusenius friteli (Pellegrin, 1904)
- Marcusenius furcidens (Pellegrin, 1920)
- Marcusenius fuscus (Pellegrin, 1901)
- Marcusenius ghesquierei (Poll, 1945)
- Marcusenius gracilis Kramer, 2013
- Marcusenius greshoffii (Schilthuis, 1891)
- Marcusenius intermedius Pellegrin, 1924
- Marcusenius kainjii Lewis, 1974
- Marcusenius kaninginii Kisekelwa, Boden, Snoeks & Vreven, 2016
- Marcusenius kosi
- Marcusenius krameri Maake, Gon & Swartz, 2014
- Marcusenius kutuensis (Boulenger, 1899)
- Marcusenius leopoldianus (Boulenger, 1899)
- Marcusenius livingstonii (Boulenger, 1899)
- Marcusenius lucombesi Maake, Gon & Swartz, 2014
- Marcusenius macrolepidotus (Peters, 1852)
- Marcusenius macrophthalmus (Pellegrin, 1924)
- Marcusenius mento (Boulenger, 1890)
- Marcusenius meronai Bigorne & Paugy, 1990
- Marcusenius monteiri (Günther, 1873)
- Marcusenius moorii (Günther, 1867)
- Marcusenius multisquamatus Kramer & Wink, 2013
- Marcusenius ntemensis (Pellegrin, 1927)
- Marcusenius nyasensis (Worthington, 1933)
- Marcusenius pongolensis (Fowler, 1934)
- Marcusenius rheni (Fowler, 1936)
- Marcusenius sanagaensis Boden, Teugels & Hopkins, 1997
- Marcusenius schilthuisiae (Boulenger, 1899)
- Marcusenius senegalensis (Steindachner, 1870)
- Marcusenius stanleyanus (Boulenger, 1897)
- Marcusenius thomasi (Boulenger, 1916)
- Marcusenius ussheri (Günther, 1867)
- Marcusenius verheyenorum Mambo Baba, Kisekelwa, Mizani, Decru & Vreven, 2020
- Marcusenius victoriae (Worthington, 1929)
- Marcusenius wamuinii Decru, Sullivan & Vreven, 2019